# Ранко Божић
Ранко Божић (Тузла, 1961) српски је сценариста. Он је дипломирао на Филолошком факултету, одсека за светску књижевност.

## Филмографија
1. Монтевидео, Бог те видео!: прича друга (2013)
2. Монтевидео, Бог те видео! (ТВ серија) (2012 - 2014)
3. Монтевидео, Бог те видео! (2010)
4. Мотел Нана (2010)
5. Вратиће се роде ТВ серија (2008)
6. Завет (2007)
7. Живот је чудо (2004)
8. Лаки случај смрти ТВ филм (1993)
9. Оно мало душе[2](1991)
10. Станица обичних возова (1990)[3]